# AutoNavi
AutoNavi Software Co., Ltd. (高德软件有限公司) è un'azienda cinese di mappatura web, navigazione e servizi basati sul luogo, fondata nel 2001. Una delle sue filiali, Beijing Mapabc Co. Ltd.  (北京图盟科技有限公司, www.mapabc.com), è un sito web di mappe in Cina.
Nel 2014 AutoNavi è stata acquisita da Alibaba Group. Dal 2015, offre i suoi servizi di mappe su amap.com. AutoNavi Maps è conosciuta anche come Gaode Maps.
AutoNavi ha fornito dati per la mappatura a Google sin dal 2006.
AutoNavi fornisce dati per la mappatura della Cina anche a Apple Maps, applicazione introdotta in iOS 6. I dati sono fruibili solo quando i dispositivi Apple si trovano in Cina.
L'applicazione delle mappe di AutoNavi è stata la migliore applicazione di mappe in Cina nel 2012 con oltre 100 milioni di utenti.